# Lukas Strebel
Lukas Strebel (* 10. März 1951 in Mägenwil) ist ein Schweizer Kameramann und Fotograf.
Lukas Strebel wurde in Zürich zum Mode- und Werbefotografen ausgebildet. Seit 1980 ist er für Schweizer und internationale Filmproduktionen als Kameramann aktiv. Er war bisher bei über 50 TV- und Filmproduktionen tätig.

## Filmografie (Auswahl)
- 1990: Tatort: Howalds Fall
- 1990: Der Berg
- 1990: Exit Genua (All Out)
- 1992: Kinder der Landstrasse
- 1996: Die Halbstarken
- 1996: Charley’s Tante
- 1998: Opernball
- 2002: Sherlock (Fernsehfilm)
- 2002: Epsteins Nacht
- 2003: New Tricks – Die Krimispezialisten (New Tricks, Fernsehserie, 1 Folge)
- 2005: Funland (Fernsehserie, 11 Folgen)
- 2008: Klein Dorrit (Little Dorrit, Fernsehserie, 5 Folgen)
- 2010: Die geheimen Tagebücher der Anne Lister (The Secret Diaries of Miss Anne Lister, Fernsehfilm)
- 2010–2015: Mankells Wallander (Fernsehserie, 6 Folgen)
- 2013: The Challenger
- 2014: Iraqi Odyssey (Dokumentarfilm)
- 2015: Dora oder die sexuellen Neurosen unserer Eltern
- 2016: Gotthard
- 2017: Ein Kind wird gesucht
- 2018: Das Wunder von Wörgl
- 2019: Die Spur der Mörder
- 2019: Kranke Geschäfte

## Preise und Auszeichnungen
- 2009: Primetime Emmy Award, für besondere Kameraführung bei einer Miniserie für Little Dorrit
- 2015: Nominierung beim Schweizer Filmpreis „Beste Kamera“ für Dora...[1]

## Belege
1. ↑  Awards. Internet Movie Database, abgerufen am 16. Dezember 2015 (englisch).

| Personendaten    | Personendaten                     |
| ---------------- | --------------------------------- |
| NAME             | Strebel, Lukas                    |
| KURZBESCHREIBUNG | Schweizer Kameramann und Fotograf |
| GEBURTSDATUM     | 10. März 1951                     |
| GEBURTSORT       | Mägenwil                          |